# Štefan Mišovic
Štefan Mišovic (19. prosince 1921, Tisovec – 30. dubna 2008, Martin) byl slovenský herec. Začínal v žilinském krajském divadle, od roku 1951 působil v martinském Divadle SNP, kde se zařadil mezi nejvýznamnější herce. Jeho doménou bylo realistické zobrazování robustních typů s negativními rysy. V roce 1984 odešel do důchodu, nadále však účinkoval v divadle. Jeho poslední postavou byl major Friedli v Dürrenmattově hře Meteor (2003). Uplatnil se i ve filmu.

## Filmografie
- 1954 – Drevená dedina
- 1957 – Zemianska česť
- 1958 – Šťastie príde v nedeľu (staršina)
- 1975 – Vojaci slobody
- 1976 – Do posledného dychu (Klempa)
- 1978 – Krutá ľúbosť (Kristkin otec)
- 1978 – Zlaté časy
- 1981 – Noční jazdci
- 1983 – Tisícročná včela
- 1985 – Skalpel, prosím
- 1989 – Sedím na konári a je mi dobre